# Öjberget

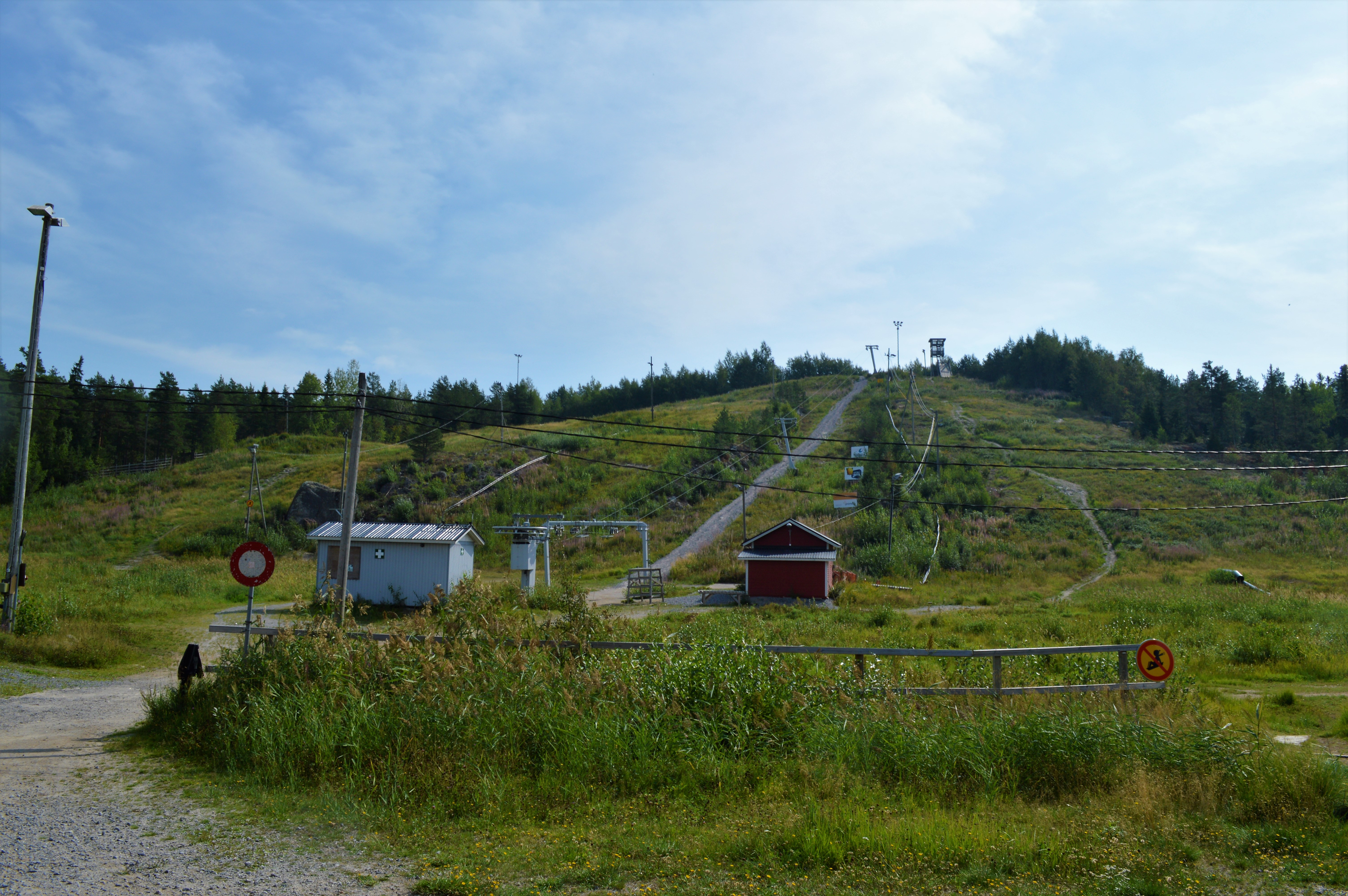
Skidbacken på Öjberget.

Öjberget är en skogklädd ås i Sundom i Finland omkring 10 kilometer från Vasa. Den ligger norr om Söderfjärden och omges av jordbruksmark. Det omkring 270 hektar stora området används till friluftsliv, idrott och rekreation och kommer enligt plan att bli naturreservat.
Åsen består främst av olika typer av  gnejs, däribland en med stora, vita fältspatkorn som sedan gammalt kallas vasagranit. 
Den högsta naturliga punkten, som ligger 50 meter över havet, steg ur havet som en liten kobbe för omkring 4 500 år sedan och i slutet av järnåldern var den den högsta punkten på en stor ö som sträckte sig från Sundom till Södernäset. Högst uppe på berget finns ett fågeltorn  varifrån man kan observera flyttfåglarna vår och höst.
Växtligheten domineras av tallskog och bland häckande arter märks järpe, spillkråka, rödhake, tofsmes och nötskrika och flera ugglor.
Det finns flera mindre slalombackar och upplysta skidspår på åsen men den 30 kilometer långa slingan runt Söderfjärden saknar belysning.
En 2,5 kilometer lång naturstig går längs meteoritkratern Söderfärdens kant, med hundraåriga martallar, jättegryta och klapperstensfält samt rester av traktens enda stenåldersboplats. Leden slutar vid fågeltornet på toppen av slalombacken varifrån man har utsikt över Söderfjärden, Sundom by, skärgården och Vasa centrum.
En trappa med 271 trappsteg leder från toppen till stadionområdet och grillhuset.